# André Mallarmé

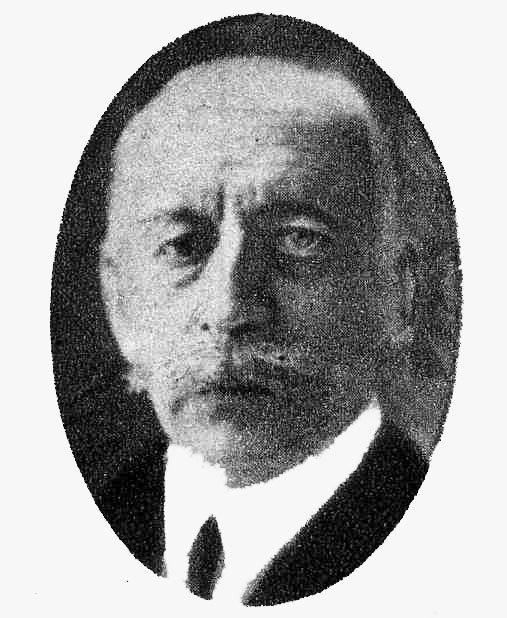
André Mallarmé

André Mallarmé (Bouzaréa, Algerije, 6 augustus 1877 - Parijs, 8 april 1956), was een Frans politicus.

## Biografie
André Mallarmé werd op 6 augustus 1877 in Bouzaréa (Frans Algerije) geboren. Bij de parlementsverkiezingen van 1924 werd hij voor de Parti Républicain-Socialiste (RS, Republikeins-Socialistische Partij) in de Kamer van Afgevaardigden (Chambre des Députés) gekozen. Hij vertegenwoordigde Frans Algerije. Later stapte hij over naar de fractie van de conservatief-liberale Radicaux Indépendants (RI, Onafhankelijke Radicalen). 
Hij bleef lid van de Kamer van Afgevaardigden tot 1939. 
André Mallarmé was onderstaatssecretaris van Zeevaart (1926) en van Openbare Werken (1929-1930). Mallarmé was in 1934 en in 1935 minister Posterijen, Telegrafie en Telefonie. In 1936 was hij minister van Onderwijs.
André Mallarmé was van 1939 tot 1940 lid van de Senaat (Sénat).
Hij overleed op 78-jarige leeftijd, op 8 april 1956 te Parijs.

## Ministersposten
- Onderstaatssecretaris van Havens, Zeevaart en Bosbouw (19 - 23 juli 1926)
- Onderstaatssecretaris van Openbare Werken (3 november 1929 - 21 februari 1930)
- Minister van Posterijen, Telegrafie en Telefonie (2 maart - 13 december 1930, 9 februari - 8 november 1934)
- Minister van Onderwijs (8 november 1934 - 1 juni 1935)